# Tire au flanc (film, 1950)
Pour les articles homonymes, voir Tire-au-flanc.
Pour plus de détails, voir Fiche technique et Distribution.
Tire au flanc est un film français réalisé par Fernand Rivers, sorti en 1950. 
Il s'agit de la quatrième adaptation à l'écran de la pièce à succès de 1904 d'André Sylvane et André Mouëzy-Éon après le film muet réalisé par Georges Lordier en 1912, celui réalisé par Jean Renoir en 1928, et l'adaptation réalisée par Henri Wulschleger en 1933.

## Fiche technique
- Titre : Tire au flanc
- Réalisation : Fernand Rivers
- Assistant réalisateur : René Delacroix
- Scénario : Fernand Rivers, d'après la pièce d'André Mouezy-Eon
- Dialogues : André Mouezy-Eon
- Photographie : Jean Bachelet
- Montage : André Brossier
- Musique : Henri Verdun
- Décors : René Renoux
- Son : Louis Kieffer
- Producteur : Fernand Rivers
- Société de production : Les Films Fernand Rivers
- Pays de production :  France
- Langue de tournage : français
- Format : partiellement en Noir et blanc — 35 mm — 1,37:1 — Son : Mono
- Genre :  Comédie
- Durée : 87 minutes (1 h 27)
- Date de sortie : 
  - France  : 10 novembre 1950

## Distribution
- Maurice Baquet - Turlot
- Francis Blanche - Jean du Bois d'Ombelles
- Paulette Dubost - Georgette
- Pierre Bertin - Le colonel
- Thérèse Dorny - Mme Blandin d'Ombelles
- Jany Vallières - Solange
- Sabine André - La gommeuse
- Van Doude - Le caporal Bourrache
- André Mouëzy-Éon - Le préfet
- Serge Grave - Trimballe
- Palmyre Levasseur - La caissière
- Marie-France - La petite fille qui connaît l'histoire de la ferme
- Eddy Rasimi - Muflot
- Jacques Roux
- Solange Varenne - Une invitée